# 澤井治郎
澤井 治郎（さわい じろう、1930年3月31日 - 2021年4月11日）は、日本の経営者。沢井製薬社長を務めた。

## 経歴
大阪府吹田市出身。近畿大学理工学部を中退し、1948年に沢井製薬に入社。1957年8月に常務に就任し、1968年8月に専務を経て、1978年4月に社長に就任。1988年9月に会長を経て、2008年6月には相談役に退いた。
2021年4月11日、心筋梗塞のために死去。91歳没